# ビデオ戦争
ビデオ戦争（ビデオせんそう）とは、ビデオテープレコーダに関する規格争いである。
本項では主としてVHSとベータマックスの規格争いに関して述べるが、それ以外にもVTR創世期以降その時代時代でビデオ戦争は幾度となく繰り返されている。 2025年時点で新しいものでは高解像度光ディスク規格戦争(主にBD vs HD-DVD)があった。

## 家庭用ビデオの黎明期
家庭用ビデオの最初期には、カセット収納型規格として
- U規格 - ソニー・松下電器(現・パナソニック)・日本ビクター(現・JVCケンウッド)、後に放送用・業務用へ転用
- Vコード / VコードII - 東芝・三洋電機
- オートビジョン方式 - 1973年、松下電器[1]
- VX方式 - 松下寿電子工業（現・PHC）

など、さまざまな規格が乱立していたが、開発・販売が先行していたU規格がカセットの大きさや価格の面で家庭用としては普及せず、各社が1/2インチテープを使用する各規格を構築し「家庭用の本命」とPRしていた。
その後1975年にソニーが文庫本サイズの媒体を用いるベータマックスを発売したのに対し、1976年に日本ビクターはVHS方式のビデオカセッターHR-3300を発売した。
他社ではVコードを開発した東芝・三洋が「ベータ方式」に参入（当初は併売）、オートビジョン方式・VX方式を開発した松下電器も、子会社であるビクターが開発したVHSの併売を決め、最終的には「ベータ方式」と「VHS方式」に収斂された。
1980年にテクニカラーと船井電機が提唱したコンパクトビデオカセット（CVC） はキヤノンにもOEM供給されたが既にベータ方式とVHS方式の2強状態であったため、数年で撤退し船井電機はVHS陣営に加わった。

## VHS対ベータマックス
結果としてベータ陣営は、ソニーを規格主幹として東芝・三洋電機・NEC・ゼネラル（現・富士通ゼネラル）・アイワ（現・ソニーマーケティング）・パイオニア（現・オンキヨーテクノロジー）が、VHS陣営は日本ビクターを規格主幹として松下電器を中心にシャープ・三菱電機・日立製作所・船井電機・ニコン・オリンパス・赤井電機などが、それぞれ加わった。
ソニーのベータマックスが「U規格と同等の性能確保」を意識し、基本録画時間を1時間（後のβIモード）として画質を堅持、U規格と同じ形態によるフルローディングとして機能性を維持していたのに対し、VHS方式では家庭用途を意識して、小型軽量、低廉なテープ、市場調査の結果、基本録画時間を2時間と設定した。βⅠモードの画質は、VHS標準モードと比べ、S/N、解像度は数値は同等であったが、視覚的には勝っていた。録画時間で劣るベータマックスは、すぐさま2倍モードに相当する「βII」モードを開発・搭載することでVHS方式に対抗したが、2倍モードの構造的問題（H並びが合わないなど）から、再生処理を本来規格から変更せざるを得ず、βIIモードの再生処理を基本とした「ベータ方式」として規格を再構築し、これを各社が採用する形となった（最初期のβIをソニー以外の各社がサポートしない理由となっている）。ベータマックスの記録モードの基本が、テープ速度を半減したβIIモードになったことから、画質面ではS/N比は3dBほど劣化し、VHSにやや劣ることになった。機能面ではVHSはノイズレススロー再生や、ドロップアウト補正機能を初期においてリリースし、ソニーも高機能化を意図した製品を投入した。
一方でVHS方式はユーザーにはベータマックスよりも録画時間が長い点が受け入れられ、メーカーには使用部品数が少なくコストの面でニーズに合致していた。販売店の多かったVHS陣営は1978年度には生産台数でベータ陣営を抜き、1982年には毎日新聞が「ベータに敗色」と見出しをつけて報じるなど、「VHSの勝利」という認識が拡がった。
ソニーはベータの苦境を見て、1984年（昭和59年）に4日間連続の新聞広告で「ベータマックスはなくなるの?」「ベータマックスを買うと損するの?」「ベータマックスはこれからどうなるの?」といった問いかけに「答えは、もちろん「ノー」。」「もちろん発展し続けます。」というキャッチコピーを入れ、最終日に「ますます面白くなるベータマックス!」という展開で終わる新聞広告を行ったが、4日間継続して読み続けないと、消費者に意図が上手く理解できない構成だった。
東芝・三洋などベータ陣営のメーカーもVHS方式の併売をはじめ、程なくベータ方式の新規開発を取りやめ、VHSへ完全に鞍替えした。ベータ方式の規格主幹であるソニー自身も、1988年（昭和63年）にVHSの併売に踏み切り、ベータ方式は事実上の市場撤退となった。こうしてVHS規格のビデオデッキは世界的に普及することとなり最盛期の全世界での普及台数は9億台以上に達したといわれており家庭用ビデオ規格の代名詞となった。
ソニーは、市場でのVHS普及後もベータ方式の開発・販売を続けていたが、2002年（平成14年）8月27日に、同年12月31日でベータデッキの生産終了を発表、市場からの完全撤退となった。

## VHS普及の要因
VHS勝利で幕を閉じた理由として、以下が挙げられる。
- 販売戦略による要因
  - 1976年の発売当初から、日立製作所、三菱電機、シャープ、松下電器など、家電メーカーがこぞって採用していた。なお、国内では初号機、2号機に限って、ビクターが国内メーカーへOEMを行った。翌1977年には、各社が独自性を持った製品を多数発売をはじめた。
  - メーカー系列店での購入が主だった当時、結果としてVHS陣営のメーカーの系列店の方が多く、購入しやすかったこと。VHSデッキの方が重量も軽く、後に松下幸之助は「ベータは配送を待たなければならないが、VHSは消費者が持ち帰れる大きさであった」と回想している[注 4]。
- 技術的要因
  - 両規格の基本構造である回転２ヘッドヘリカルスキャンは、1959年（昭和34年）、ビクターの発明であった。なお、低域変換カラーの漏話除去の技術はソニーの特許であった。
  - VHSでは、精密なヘッドブロックの供給を受ければ、本体はカセットデッキの組み立て精度があれば生産できる事を、開発の絶対条件としたころから、多数のメーカーが参入しやすかった。
  - ベータ方式は、機械構造はUマチックのスケールダウンとし、クロームテープ使用による性能維持、クロスカラー低減アジマス損失記録が基本技術であったが、VHS方式は小型化が可能なパラレルローディングと、酸化鉄テープ使用が大きな相違点であった。これにより、大幅な小型軽量化と、テープ価格も低廉に抑えられた。またベータの交流1モーターの重く時代遅れのメカニズムに対し、VHSは小型DCサーボモーターを使用、硬いクロームテープを使うベータ方式は、ヘッド寿命が短いといったデメリットも存在した。
  - 開発メーカーのビクターにおいては、ノイズの出ないスロー、スチル製品が初期から販売され、三菱電機の協力による正逆高速サーチが加わり、特殊再生において優位性があった。ドロップアウト補正でも、VHSは先行した。
  - ベータ方式に比べ部品数が少なく、精密な調整箇所も少なかったため、各メーカーの参入が容易で量産や低価格化がしやすかったこと[注 5]。小型軽量化が容易であり、ポータブルビデオ市場で、多数のメーカーが自社で生産を行ったが、ベータでは、アイワなどソニー系のメーカーが製品化したことはあったが、大半はソニーのOEMに留まった。
  - 基本規格の録画時間が長く、長時間モードも含めて有利だった[注 6]。監視カメラなどのタイムラプスビデオ市場においては、基本設計に余裕のある、テープ長の長いVHS方式の独壇場で、ベータは勝負にならなかった。
  - ベータ陣営が採用したPIカラー方式、アジマス記録方式などの各技術が、消費者にとって決定的な差別化とならなかったこと。なお、アジマス記録は松下電器が開発、1968年（昭和43年）すでに製品化されていた。性能向上が裏目に出たケースも存在した[注 7]。ベータHiFi移行、ベータ方式は初期のテープとの互換性がなくなったが、VHSは最後まで互換性を維持した。
  - ベータはテープの表示を長さ（フィート）で表したために録画可能時間がわかりにくい、記録フォーマットやノイズリダクションシステムによっては再生対応機種が限られる[注 8]など、煩雑・難解な要素が存在し、普及期に混乱を招いた。一方VHSはS-VHS発売においても、酸化鉄テープを踏襲したことから、テープは下位互換という形で、S-VHSテープでVHS記録も可能であり、価格も低廉であった。
  - VHS開発者OBからは、ソニーの高圧的なセールスが裏目に出たことが述べられている。VHSはテープ走行に無理があるという吹聴（実際はベータ方式のほうが最狭角部の角度は高い）、VHS４ヘッドは接触部が多くテープが痛みやすい、また1980年代後半には、ベータの相対速度がVHSより速い事などをベータ陣営は盛んに宣伝していた。ベータhifiは、欧州においてはVHSと同じ深層記録方式を採用していたにもかかわらず、日本国内ではその事実は知らせず、ベータHiFiの優越性を宣伝していた。
  - 通産省を舞台とした日本ビクターへの圧力があり、ソニーがVHSの開発費用30億円をビクターに支払う代わりに、VHSの発売を中止するように求めたとされている。真面目な技術者への脅しとも取れるこの経緯は、1970年代にはすでに関係者の間で広まり、映画『陽はまた昇る』でも、この経緯が登場する。このような姿勢に対し、2000年4月放映の、VHS開発を扱った『プロジェクトX〜挑戦者たち〜』（NHK）では、シャープ・三菱電機・日立製作所の当時のビデオ担当部長が、真面目に規格を広めようとするビクターの姿勢を評価している。
  - 前述の『プロジェクトX〜挑戦者たち〜』では、当時の日立製作所のビデオ事業責任者が、VHSを見たときの衝撃を「これが発売されればベータマックスもVコードもいちころだ」と日記に綴っていたことが紹介されている。松下電器は、1976年、副社長の「VHS採用は無い」との発言が日経に掲載、しかしその後にVHSとベータの比較を行い、VHSの採用を決めたとの流布がある。しかし、同番組では、1975年9月3日、松下幸之助がビクター横浜工場でVHS試作機を見学し、「ベータマックスは100点満点の製品だ、しかしこのVHSは150点だ」「ええもん開発してくれたな」と発言したことが、写真入りで紹介されている。松下電器では、それに先立ちビデオ開発の中心にいた人物がVHS試作機を見学して驚いたとされている。これらの史実からは、各社のビデオの現業担当者や経営者は、初期の段階でベータに勝ち目がないと判断していたことが伺われる。
- VHSの方が映像コンテンツのラインナップが充実していた。
  - VHS陣営の優勢を受けて、ビデオソフトメーカーが映像ソフト販売・レンタルビデオともVHSに一本化した。
  - アダルトビデオに対する見解の違い。いわゆる裏ビデオは、発売が先行していたベータ方式が定番であったが、製品版では海外においてVHS陣営がアダルトソフトにも積極的に進出する一方、ベータ陣営は採算が取れないことから発売が少数に留まった。

## 規格争い終焉後
規格争いに勝利したVHSも、2000年代から映像記録媒体が光ディスクであるDVDおよびBlu-ray Discに移行したことで、2010年代に終末期を迎えた。パナソニックは2012年（平成24年）に入って「VHSデッキの日本国内向け生産を2011年（平成23年）限りで完全終了した」旨を公式発表。これにより、大手メーカーでのビデオデッキ生産は終了した。その後、ドウシシャ（「SANSUI」ブランド）が再生専用プレーヤーの生産を終了し、最終的に船井電機（DXアンテナ）1社がDVDレコーダーとの複合機を製造していたが、2016年（平成28年）7月31日をもって生産を終了した。
また多くの国でアナログテレビ放送が終了し、デジタルテレビ放送へと完全移行しており、録画ができるビデオ規格としては、完全に過去のものとなった。VHSにはデジタル放送が録画できる派生規格であるD-VHSがあるが、2000年代後半に製造が終了した。
なおVHSは2006年に電気・電子・情報技術などの歴史的偉業を称えるIEEEマイルストーンに認定された。日本では八木アンテナ、富士山レーダー、東海道新幹線、クオーツ時計、シャープの電卓に次ぐ快挙となった。